# 宮崎直男
宮崎 直男（みやざき のぶお、1931年12月27日 - ）は、日本の教育学者・文部官僚。専門は特殊教育。

## 人物
埼玉県加須市出身。1953年埼玉大学教育学部卒、文部省に入る。1972年文部省初等中等教育局特殊教育課教育調査官。1981年国立特殊教育総合研究所精神薄弱教育研究部長。特別支援教育の実技研究所所長／独立行政法人国立特別支援教育総合研究所名誉所員。

## 著書
- 『精神薄弱児の造形教育』日本文化科学社 特殊教育双書 1969
- 『遅れている子供の教育課程と指導法』日本文化科学社 1976
- 『交流の多い特殊学級教育』東京書籍 障害児の治療と教育シリーズ 1983
- 『養護学校の授業入門』明治図書出版 教育実践文庫 1985
- 『障害児教育の新展開 1 生活単元と遊びの授業づくり』明治図書出版 1987
- 『低学年生活科の誕生と特殊学級生活単元の授業』明治図書出版 障害児のための授業づくりハンドブック 1989
- 『障害児教育の新展開 10 精神薄弱養護学校学習指導要領の改訂と新教育課程づくり』明治図書出版 1990
- 『障害児教育の新展開 9 精神薄弱養護学校・新旧学習指導要領の対比と考察』明治図書出版 1990
- 『障害児教育の新展開 8 「教科別の指導」入門』明治図書出版 1990
- 『障害児教育の新展開 14 通級学級教育が始まる 精神薄弱教育に与える影響とその対策』明治図書出版 1992
- 『障害児教育の新展開 19 障害児教育改革論 精神薄弱教育を中心に』明治図書出版 1995
- 『障害児教育の新展開 16 障害児教育で効果的な指導案の作り方』明治図書出版 1995

### 共編著
- 『精薄教育における生活単元の実践』杉田裕共著 日本文化科学社 1970
- 『精神薄弱児の指導12カ月』小林良夫共編著 日本文化科学社 1974
- 『精神薄弱児指導の理論と実際』全国附属学校特殊学校部会共編 第一法規出版 1975
- 『精神薄弱教育の教育課程』編著 教育出版 心身障害教育シリーズ　1977
- 『指導内容・方法の実践研究 精神薄弱教育』編著 教育出版 1978
- 『これからの精神薄弱教育一問一答』編著 第一法規出版 1979
- 『精神薄弱教育における進路指導』編著 教育出版 1979
- 『精神薄弱養護学校・特殊学級新指導要録必携 解説と記載例』編著 第一法規出版 1980
- 『精神薄弱特殊学級の生活科指導』編著 東洋館出版社 1981
- 『最新精神薄弱児指導の実践』秋山一乗・梅沢雄一・大友昇・大南英明ほか共編 第一法規出版 1982
- 『自閉児のいる学級経営』編著 日本文化科学社 1982
- 『精神薄弱特殊学級の国語指導』萩原春雄共編著 東洋館出版社 1982
- 『学級担任のための心身障害児の理解と指導』山口薫共編 教育出版 1983
- 『精神薄弱特殊学級の算数指導』坂田安雄共編著 東洋館出版社 1983
- 『障害をもつ子の体育指導』笹本健共編著 東洋館出版社 1984
- 『特殊学級の授業入門』編 明治図書出版 1984
- 『重度障害児の指導』松原隆三共編 福村出版 1985
- 『学校・学級経営ハンドブック 発達の遅れている子どもの指導』松原隆三共編 日本文化科学社 1986
- 『集団生活に問題のある子供の指導 障害児の日常生活の指導』全国特殊学級設置学校長協会共編 東洋館出版社 1986
- 『身辺生活に問題のある子供の指導 障害児の日常生活の指導』全国特殊学級設置学校長協会共編 東洋館出版社 1986
- 『特異行動のある子供の指導 障害児の日常生活の指導』全国特殊学級設置学校長協会共編 東洋館出版社 1986
- 『遅れている子供の造形学習 指導のヒントとコツ』編著 東洋館出版社 1987
- 『障害児教育の新展開 2 特殊学級の授業・楽しい50のアイデア』編 明治図書出版 1987
- 『障害児教育の新展開 6 養護学校の学級づくり入門』編 明治図書出版 1988
- 『障害児教育の新展開 5 特殊学級の学級づくり入門』編 明治図書出版 1988
- 『障害児教育の新展開 4 知恵遅れの子どもの劇指導の実際』編 明治図書出版 1988
- 『障害児教育の新展開 3 養護学校の授業・楽しい50のアイデア』編 明治図書出版 1988
- 『養護学校の遊び』編 明治図書出版 障害児のための授業づくりハンドブック 1989
- 『養護学校の生活単元. 小中学部編』編 明治図書出版 障害児のための授業づくりハンドブック 1989
- 『障害児教育の新展開 12 障害児のための造形遊び』編 明治図書出版 1991
- 『特殊学級の国語』編 明治図書出版 障害児のための授業づくりハンドブック 1991
- 『特殊学級の算数・数学』編 明治図書出版 1991
- 『養護学校のかず』編 明治図書出版 障害児のための授業づくりハンドブック 1991
- 『養護学校のことば』編 明治図書出版 障害児のための授業づくりハンドブック 1991-93
- 『障害児教育の新展開 13 自閉症児をどう指導するか』編 明治図書出版 1992
- 『障害児教育の新展開 11 障害児のための運動遊び』編 明治図書出版 1992
- 『交流学習 楽しい40のアイデア』編 明治図書出版 障害児教育の新展開 1995
- 『障害児教育の新展開 17-18 特殊学級の学級経営・楽しい40のアイデア』正続　編 明治図書出版 1995
- 『精神薄弱養護学校・特殊学級新しい通知表の書き方ハンドブック』障害児の授業研究会共編 明治図書出版 障害児教育の新展開 1996
- 『手軽に作れる教材・教具楽しい30のアイデア』編 明治図書出版 障害児教育の新展開 1996
- 『日常生活の指導*楽しい40のアイデア』編 明治図書出版 障害児教育の新展開 1996
- 『特殊学級の生活単元実践モデル』編著 明治図書出版 障害児教育の新展開 1997
- 『養護学校の授業 社会自立を促す40のアイデア』編 明治図書出版 障害児教育の新展開 1997
- 『養護学校の授業・身辺自立を促す40のアイデア』編 明治図書出版 障害児教育の新展開 1997
- 『改訂学習指導要領で知的障害者への教育はどう変わるか 養護学校編』編著 明治図書出版 2000
- 『改訂学習指導要領で知的障害者への教育はどう変わるか 特殊学級編』編著 明治図書出版 2000
- 『知的障害教育』編 明治図書出版 改訂学習指導要領の授業ヒント集 2000
- 『改訂指導要録記入の実際と文例集 知的障害養護学校・特殊学級』障害児の授業研究会共編 明治図書出版 2002
- 『特別支援教育の学習指導案づくり』編著 明治図書出版 2005
- 『特別支援教育の教師力チェック』編 明治図書出版 特別支援教育の新展開 2009